# Octinodes aequatorius
Octinodes aequatorius is een keversoort uit de familie van de kniptorren (Elateridae). De wetenschappelijke naam van de soort werd in 1889 gepubliceerd door Ernest Candèze.